# Union royale néerlandaise d'athlétisme
L’Union royale néerlandaise d'athlétisme (en néerlandais Koninklijke Nederlandse Atletiek Unie, forme courte, Atletiekunie, KNAU) est la fédération d'athlétisme des Pays-Bas, membre de l'Association européenne d'athlétisme et de l'IAAF (depuis 1920). Son siège est à Arnhem. Créée en 1901 à Amsterdam, c'est une des plus anciennes fédérations au monde.